# جوهرة (فلم)
جوهرة هو فيلم مصري تم إنتاجه عام 1943، تأليف وإخراج يوسف وهبي و بطولة نور الهدى ويوسف وهبي.

## قصة الفيلم
يحاول الملحن الأشهر سمير وجدي (يوسف وهبي) الانتحار في النيل على اثر صدمة عاطفية وبالفعل يكتب ورقة بذلك المعنى ويضعه بجوار معطفه على سور الكورنيش ولكن تقابله فتاة فقيرة تعمل في جمع السبارس تدعى فلفلة (نور الهدى) فتقنعه بالعدول عن فكرة الانتحار يصطحبها معه إلى فيلته ويكتشف أن الصحافة والرأي العام ظنوا أنه انتحر بعد أن وجدوا الورقة التي كتبها وتركها على سور الكورنيش فيستغل الفرصة ليرى ماذا سيقول الجمهور والنقاد عنه بعد أن ظنوا أنه ميت وفي أثناء ذلك يعلم فلفلة أصول الغناء ويقرر أن يطلق عليها اسم فني ويختار لها اسم "جوهره" ويصنع من أجلها اوبريت غنائي ... وتقع فلفلة في حب سمير وتكتشف المطربة عطيات (زوزو شكيب) زميلة سمير السابقة أن سمير لازال حيا فتعود وتحاول إلقاء شباكها حوله ولكنها تصطدم بحب فلفلة له فتدبر لها مكيده لتتخلص من وجودها بجوار سمير وبالفعل ترحل فلفلة عن بيت سمير ولكنه بعد ذلك يكتشف خدعة عطيات فيصدها فتقوم بفضح امره وتكشف للصحافه أنه لازال حيا ... فيعود سمير للحياة الفنية ويعرض عليه فصيح بيه (حسن فايق) بوساطه من مدير التياترو (فؤاد شفيق) ان يقوم ببطولة الاوبريت - الذي كان أعده من أجل فلفلة - فتاه يحبها فصيح بيه مقابل أن يقوم فصيح بتمويل الأوبريت ويوافق سمير ويبدأن في العمل ولكن سمير يكتشف أنها ليست موهوبه ولا تصلح للأوبريت ولكن تلك الفتاه تقع في حبه ويكتشف فصيح بيه ذك فيقرر منعها من الذهاب للغناء في ليلة الافتتاح فيتنازل سمير عن كبريائه ويذهب إلى بيتها ليقنعها بأن تغني ولكن فصيح ورجاله يضربون سمير ويلقونه أمام بوابة الفيلا ... وإذ بفلفلة تلتقي به فيقرر سمير أن تغني هي في الاوبريت فهي تحفظ كافة الحانة منذ أن حفظها إياها سمير وهي في بيته وبالفعل ينجح الاوبريت نجاحا مدويا ويذهب لتهنئة فلفلة فيجدها تحتضن شاب فيظن سمير أن هذا الشاب هو حبيبها ويقرر السفر وأثناء انتظاره بداخل القطار يفاجئ بمدير التياترو وفلفلة والشاب الذي قابله في غرفتها ويخبره مدير التياترو أن هذا الشاب هو شقيق فلفلة وكان ضمن عمال التياترو ولم تكن تعرف فلفلة بوجوده في المكان فاحتضنته فرحا بلقائه فتعود السعادة إلى قلب سمير ويقرر الزواج من فلفلة.

## فريق العمل
إخراج وتأليف: يوسف وهبي
إنتاج: نحاس فيلم

## بطولة
- نور الهدى (فلفلة)
- يوسف وهبي (سمير)
- زوزو شكيب (عطيات)
- فؤاد شفيق
- حسن فايق (فصيح بيه)
- سميرة كمال
- فاخر فاخر
- عبد العليم خطاب
- رياض القصبجي
- محمد الكحلاوي

## أغاني الفيلم
الحان: رياض السنباطي، محمد الكحلاوي، فريد غصن
كلمات: بديع خيري، أحمد رامي، بيرم التونسي